# Sylwia Gliwa
Sylwia Gliwa (ur. 7 czerwca 1978 w Tarnowskich Górach) – polska aktorka filmowa i teatralna.

## Życiorys
Ukończyła I LO im. Stefanii Sempołowskiej w Tarnowskich Górach, a w 2001 Akademię Teatralną w Warszawie. Jest również absolwentką warsztatów w Lee Strasberg Studio w Nowym Jorku. W okresie nastoletnim dorabiała, pracując jako hostessa.
Wystąpiła w kilku serialach telewizyjnych, m.in. Kasia i Tomek, Klan, Pierwsza miłość czy Na dobre i na złe. Na wielkim ekranie zadebiutowała rolą w filmie Tomasza Świątkowskiego Zakochana dziewczyna (2001). Ogólnopolską rozpoznawalność przyniosła jej rola Moniki Zięby w serialu Na Wspólnej, w którym gra od 2003. W filmie Giacomo Battiato Karol. Człowiek, który został papieżem (2004) wcieliła się w postać Janiny Kuroń. W 2008 wystąpiła w teledysku do piosenki „Ławka” Formacji Nieżywych Schabuff. Zagrała Justynę, pracownicę agencji reklamowej w serialu Macieja Wojtyszki Doręczyciel (2009).
W latach 2001–2003 była aktorką Teatru Współczesnego w Warszawie. W latach 2004–2006 współpracowała ze stołecznymi: Teatrem Narodowym oraz Teatrem Rozmaitości. Gościnnie występowała w Teatrze im. L. Solskiego w Tarnowie i Teatrze Miejskim w Gdyni. Od 2017 jest związana zawodowo z Teatrem Kamienica w Warszawie, występuje też w stołecznym Teatrze Komedia.
W 2011 wystąpiła w sesji zdjęciowej dla magazynu „Playboy”.

## Teatr
- 2000: Teatr Collegium Nobilium, dyplom, Bal, ach Bal jako szatan, reż. Wiesław Komasa
- 2000: Teatr Współczesny, Barbarzyńcy jako Katia, reż. Agnieszka Glińska
- 2001: Teatr Collegium Nobilium, dyplom, Platonow jako Sonia, reż. Agnieszka Glińska
- 2002: Teatr Współczesny, Bambini di Praga jako niewidoma dziewczyna, reż. Agnieszka Glińska
- 2004: Teatr Narodowy, Laboratorium Dramatu, Matka Cierpiąca jako kuzynka, reż. Jarosław Tumidajski
- 2006: Teatr Rozmaitości, projekt w reż. Pawła Althamera jako histeryczka
- 2007: Teatr Miejski w Gdyni im. Witolda Gombrowicza, Bracia K. jako Katarzyna Iwanowna, Grusza, Liza, reż. A. Bubien
- 2008: Teatr im. Ludwika Solskiego w Tarnowie, Czerwone Komety jako Lili, reż. Jarosław Tumidajski

## Teatr Telewizji
- 2000: Śmierć za śmierć, czyli dobry chłopiec jako prostytutka, reż. Władysław Kowalski
- 2000: Opera mydlana jako córka, reż. Ryszard Bugajski
- 2001: Odszkodowanie jako narkomanka, reż. Władysław Kowalski

## Filmografia

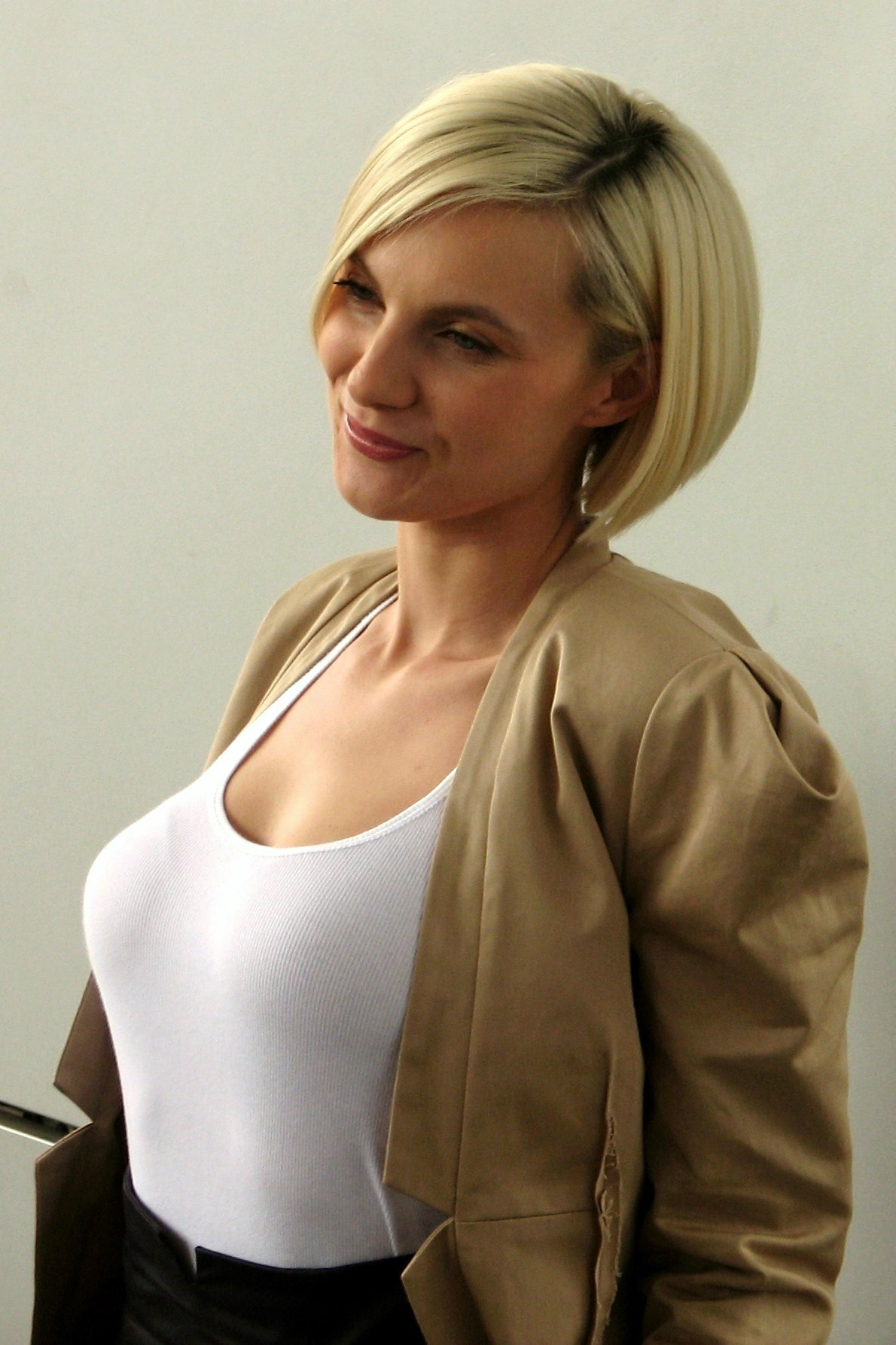
Sylwia Gliwa (2010)

- 2001–2002: Klan jako studentka dr Krystyny Lubicz
- 2001: Zakochana dziewczyna jako obsada aktorska
- 2001–2002: Na dobre i na złe jako:
  - Karolina, córka „Muffiniego” (odc. 75, 91)
- 2002–2003: Kasia i Tomek jako:
  - panienka w hipermarkecie (odc. 2)
  - listonoszka (odc. 12)
  - kelnerka (odc. 15)
  - pielęgniarka (odc. 94)
- 2002: Chopin. Pragnienie miłości jako obsada aktorska
- 2003: Defekt jako recepcjonistka w salonie piękności (Seria I)
- od 2003: Na Wspólnej jako Monika Zięba, córka Marii i Włodka
- 2004: Karol. Człowiek, który został papieżem jako Janina Kuroń
- 2005: Siedem grzechów popcooltury jako Basia
- 2005: Pogromczynie mitów jako Ala
- 2005: 1409. Afera na zamku Bartenstein jako partyzantka
- 2006: Dzisiaj jest piątek jako Helena
- 2006–2007: Kopciuszek jako Agnieszka
- 2007: Halo Hans! jako dziewczyna (odc. 10)
- 2008–2009: Ranczo jako Weronika, córka Więcławskich
- 2008: Doręczyciel jako Justi, pracownica agencji reklamowej
- 2009: Ojciec Mateusz jako Daniela (odc. 27)
- 2010: Pierwsza miłość jako Lucyna Rozen
- 2010: Fenomen jako studentka
- 2011: Usta usta jako Magda (odc. 27 i 28)
- 2011–2012: Klan jako Maria Graczyk, księgowa obsługująca firmę kosmetyczną „Face Cream”
- 2013: Gabriel jako Elwira
- 2014: Na krawędzi 2 jako obsada aktorska (odc. 3)
- 2015: Rodzinka.pl jako kobieta (odc. 167)
- 2015: Powiedz tak! jako Olga Koper, partnerka życiowa Michała Rajznera
- 2016: Ojciec Mateusz jako Jolanta Danielska, przełożona Śliwińskiej (odc. 196)
- 2016: Artyści jako żona Tomasza „Gwiazdora” (odc. 2)
- 2017: Świat według Kiepskich jako:
  - Kim Karbashian (odc. 507)
  - kobieta (odc. 508)
- 2020: Na dobre i na złe jako Klara Zielińska (odc. 793)
- 2021: Mecenas Porada jako Hanna Borowiecka (odc. 4)

## Polski dubbing
- 2007: Na fali jako Lani Ohama
- 2008: Prince of Persia jako narratorka filmu wprowadzającego